# Mária Starovská
Mária Starovská (geb. Haščíková; * 2. März 1959) ist eine ehemalige slowakische Langstreckenläuferin, die erst für die Tschechoslowakei, später für Slowakei startete.
1988 wurde sie nationale Meisterin über 10.000 m und 1991 im Marathon.
1989 und 1992 gewann sie den Tiberias-Marathon und 1991 den Košice-Marathon. Bei den Crosslauf-Weltmeisterschaften 1990 kam sie auf den 63. Platz. 1992 siegte sie beim Barcelona-Marathon, beim Brüssel-Marathon und beim Berliner Halbmarathon.
Mária Starovská startete für die Vereine Sparta ČKD Praha und ZVL Žilina.

## Persönliche Bestzeiten
- 10.000 m: 33:13,21 min, 19. Mai 1990, Ostrava
- Halbmarathon: 1:12:08 h, 5. April 1992, Berlin
- Marathon: 2:34:07 h, 15. März 1992, Barcelona